# Stari Grad (Belgrado)
Stari Grad (Servisch: Стари Град) is een gemeente binnen het Servische hoofdstedelijke district Belgrado. Stari Grad betekent Oude Stad en is het hart van de stad Belgrado.
Stari Grad telt 55.543 inwoners (2002) op een oppervlakte van 7 km².
Barajevo · Čukarica · Grocka · Lazarevac · Mladenovac · Novi Beograd · Obrenovac · Palilula · Rakovica · Savski Venac · Sopot · Stari Grad · Surčin · Voždovac · Vračar · Zemun · Zvezdara